# Zegama-Aizkorri
Zegama-Aizkorri est une course de skyrunning qui se dispute chaque année autour du village de Zegama dans la communauté autonome du Pays basque en Espagne. La course a lieu depuis 2002 sur un parcours de 42,195 km comportant un dénivelé positif de 2 736 m sur les sentiers du massif d'Aizkorri. Cette épreuve a rapidement atteint une renommée internationale en particulier grâce à la présence de spectateurs considérés comme parmi les plus fervents dans le monde du skyrunning et des courses en montagne. Depuis 2004, la course est régulièrement au programme du circuit Skyrunner World Series puis fait partie des Golden Trail World Series à partir de 2018.

## Organisation

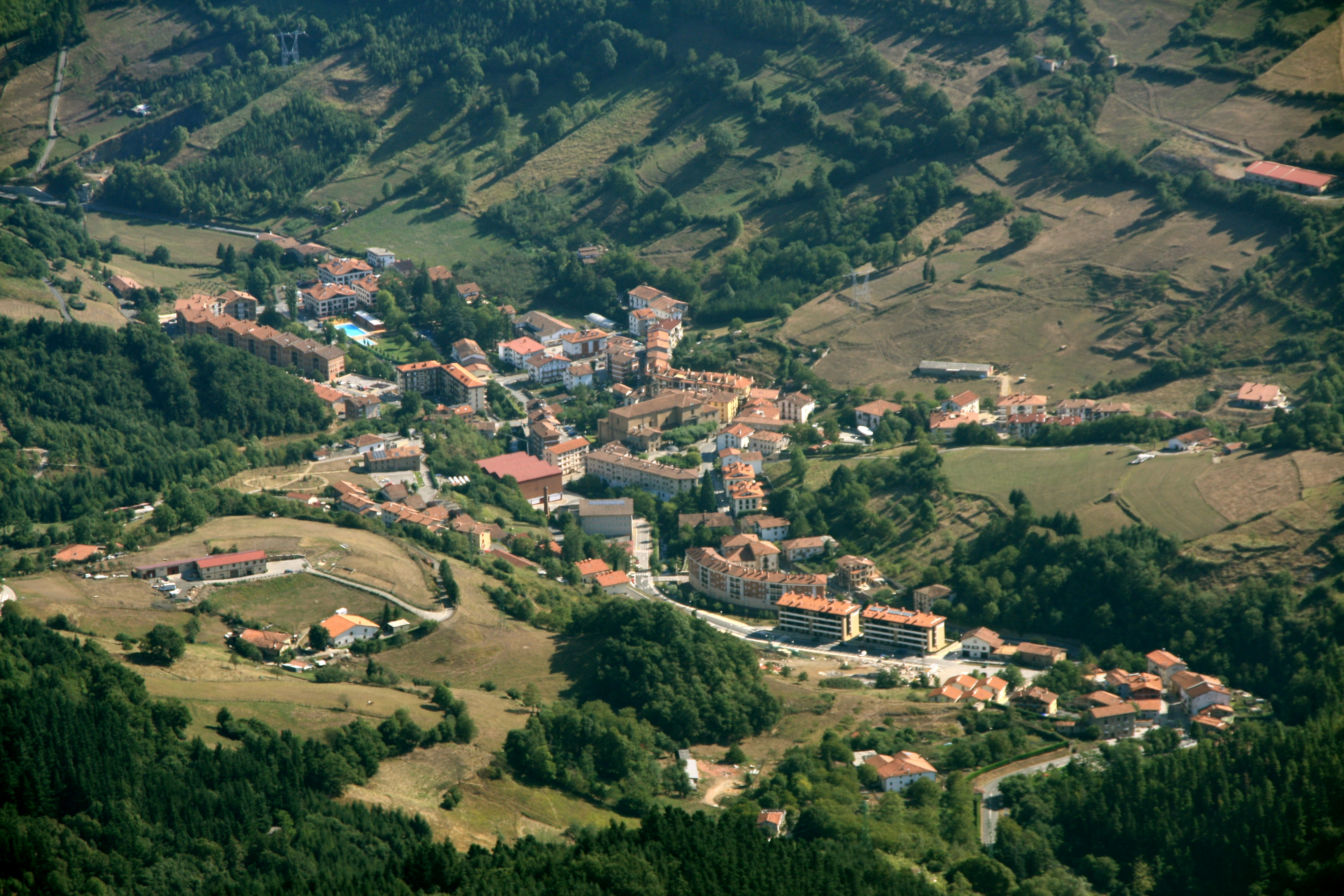
le village de Zegama

## Caractéristiques

### Histoire
En 2000, la municipalité souhaite créer un évènement associé à la vie du village, Alberto Aierbe propose de créer une course en montagne et en dessine un parcours d'environ 36 km mais l'idée n'est pas retenue. L'année suivante l'idée d'une course en montagne est de nouveau évoquée et le contact est pris avec Alberto Aierbe, un parcours sur la distance marathon est finalement retenu, inspiré de la proposition initiale. La première édition de la course a lieu le 7 juillet 2002. Les spectateurs sont rapidement au rendez-vous, ils découvrent les courses en montagne mais sont déjà habitués à encourager des sportifs dans les nombreuses courses cyclistes de la région. Par habitude, ils prennent place dans les parties montantes les plus raides du parcours comme la côte de Sancti Espiritu et reproduisent l'ambiance et la ferveur des courses cyclistes.
L'édition 2020 est annulée en raison de la pandémie de Covid-19, tout comme l'édition 2021.

### Parcours
Le parcours forme une boucle autour du village de Zegama et traverse le massif d'Aratz et la cordillère d'Aizkorri par des sentiers techniques alternants entre forêt et prairie d'altitude. Les 7 premiers kilomètres jusqu'à Otzaurte sont parcourus sur un sentier en forêt, une première côte d'environ 500 m de dénivelé est gravie sur un sentier souvent très boueux. Du kilomètre 7 au kilomètre 16,5 les coureurs effectuent l'ascension de l'Aratz (1 443 m) qui constitue le premier point haut de l’épreuve. Une descente de 3 km amène les concurrents au pied de la côte de Sancti Spiritu. La côte de Sancti Spiritu, longue de 2,5 km pour 550 m de dénivelé constitue le moment le plus intense de la course. Les coureurs montent sur un sentier en terre dans une prairie d'altitude, ils sont entourés de centaines de spectateurs formant une véritable marée humaine qui couvre par ses encouragements le bruit de la respiration des concurrents. Ce passage participe à rendre cette course réputée au niveau international. Peu après le parcours atteint son point culminant (Aitxuri, 1 551 m et point culminant du Pays-Basque) au kilomètre 23. Entre le kilomètre 23 et le kilomètre 30 les coureurs évoluent dans des prairies d'altitude sur des sentiers pierreux particulièrement techniques. Les 12 derniers kilomètres forment la partie descendante finale en forêt.

Le profil altimétrique du parcours

### Évolution du record de l’épreuve
| Temps           | Athlète             | Date           |
| --------------- | ------------------- | -------------- |
| 4 h 14 min 23 s | Juan Martin Tolosa  | 7 juillet 2002 |
| 4 h 08 min 44 s | Fernando Garcia     | 7 juillet 2003 |
| 4 h 06 min 46 s | Mario Poletti       | 23 mai 2004    |
| 3 h 54 min 18 s | Rob Jebb            | 29 mai 2005    |
| 3 h 48 min 38 s | Kilian Jornet       | 25 mai 2014    |
| 3 h 45 min 08 s | Stian Angermund-Vik | 28 mai 2017    |
| 3 h 36 min 40 s | Kilian Jornet       | 29 mai 2022    |

## Palmarès

### Marathon
En 2006, Ricardo Mejía fait la course en tête. Rob Jebb, vainqueur l'année précédente et champion en titre des skyrunner world series, est parti prudemment et remonte en fin de course, mais il ne parvient pas à rattraper le Mexicain. Il termine deuxième à 4 secondes du vainqueur. Fabio Bonfanti est troisième et Fulvio Dapit quatrième. C'est la deuxième des quatre victoires qui permettent à Ricardo Mejía de finir en fin de saison à la première place des skyrunner world series 2006. Angela Mudge fait la course en tête et l'emporte devant Corinne Favre et Esther Hernández. Avec trois autres victoires, elle remporte les skyrunner world series 2006.
| Édition | Date                                                                                       | Hommes                                                                                     | Hommes                                                                                     | Hommes                                                                                     | Femmes                                                                                     | Femmes                                                                                     | Femmes                                                                                     |
| ------- | ------------------------------------------------------------------------------------------ | ------------------------------------------------------------------------------------------ | ------------------------------------------------------------------------------------------ | ------------------------------------------------------------------------------------------ | ------------------------------------------------------------------------------------------ | ------------------------------------------------------------------------------------------ | ------------------------------------------------------------------------------------------ |
|         |                                                                                            | Rang                                                                                       | Athlète                                                                                    | Temps                                                                                      | Rang                                                                                       | Athlète                                                                                    | Temps                                                                                      |
| 1re     | 7 juillet 2002                                                                             | 1er                                                                                        | Juan Martin Tolosa                                                                         | 4 h 14 min 23 s                                                                            | 102e                                                                                       | Rosa Lasagabaster                                                                          | 6 h 05 min 27 s                                                                            |
| 2e      | 7 juillet 2003                                                                             | 1er                                                                                        | Fernando Garcia                                                                            | 4 h 08 min 44 s                                                                            | 58e                                                                                        | Ester Hernàndez                                                                            | 5 h 08 min 52 s                                                                            |
| 3e      | 23 mai 2004                                                                                | 1er                                                                                        | Mario Poletti                                                                              | 4 h 06 min 46 s                                                                            | 90e                                                                                        | Anna Serra                                                                                 | 5 h 27 min 51 s                                                                            |
| 4e      | 29 mai 2005                                                                                | 1er                                                                                        | Rob Jebb                                                                                   | 3 h 54 min 18 s                                                                            | 66e                                                                                        | Corinne Favre                                                                              | 5 h 03 min 57 s                                                                            |
| 5e      | 28 mai 2006                                                                                | 1er                                                                                        | Ricardo Mejía                                                                              | 4 h 03 min 41 s                                                                            | 30e                                                                                        | Angela Mudge                                                                               | 4 h 43 min 04 s                                                                            |
| 6e      | 23 septembre 2007                                                                          | 1er                                                                                        | Kilian Jornet                                                                              | 3 h 56 min 59 s                                                                            | 36e                                                                                        | Corinne Favre — 2e victoire                                                                | 4 h 50 min 01 s                                                                            |
| 7e      | 25 mai 2008                                                                                | 1er                                                                                        | Kilian Jornet — 2e victoire                                                                | 3 h 59 min 33 s                                                                            | 64e                                                                                        | Corinne Favre — 3e victoire                                                                | 5 h 00 min 46 s                                                                            |
| 8e      | 24 mai 2009                                                                                | 1er                                                                                        | Ricky Lightfoot                                                                            | 4 h 03 min 12 s                                                                            | 32e                                                                                        | Emanuela Brizio                                                                            | 4 h 38 min 19 s                                                                            |
| 9e      | 16 mai 2010                                                                                | 1er                                                                                        | Kilian Jornet — 3e victoire                                                                | 3 h 56 min 30 s                                                                            | 42e                                                                                        | Emanuela Brizio — 2e victoire                                                              | 4 h 47 min 51 s                                                                            |
| 10e     | 29 mai 2011                                                                                | 1er                                                                                        | Kilian Jornet — 4e victoire                                                                | 3 h 57 min 39 s                                                                            | 48e                                                                                        | Oihana Kortazar                                                                            | 4 h 42 min 50 s                                                                            |
| 11e     | 20 mai 2012                                                                                | 1er                                                                                        | Kilian Jornet — 5e victoire                                                                | 3 h 56 min 04 s                                                                            | 62e                                                                                        | Oihana Kortazar — 2e victoire                                                              | 4 h 52 min 30 s                                                                            |
| 12e     | 26 mai 2013                                                                                | 1er                                                                                        | Kilian Jornet — 6e victoire                                                                | 3 h 54 min 38 s                                                                            | 69e                                                                                        | Emelie Forsberg                                                                            | 4 h 48 min 12 s                                                                            |
| 13e     | 25 mai 2014                                                                                | 1er                                                                                        | Kilian Jornet — 7e victoire                                                                | 3 h 48 min 38 s                                                                            | 79e                                                                                        | Stevie Kremer                                                                              | 4 h 46 min 43 s                                                                            |
| 14e     | 17 mai 2015                                                                                | 1er                                                                                        | Tadei Pivk                                                                                 | 3 h 51 min 11 s                                                                            | 69e                                                                                        | Azara García                                                                               | 4 h 41 min 23 s                                                                            |
| 15e     | 22 mai 2016                                                                                | 1er                                                                                        | Kilian Jornet — 8e victoire                                                                | 3 h 50 min 03 s                                                                            | 48e                                                                                        | Yngvild Kaspersen                                                                          | 4 h 50 min 58 s                                                                            |
| 16e     | 28 mai 2017                                                                                | 1er                                                                                        | Stian Angermund-Vik                                                                        | 3 h 45 min 08 s                                                                            | 58e                                                                                        | Maite Maiora                                                                               | 4 h 34 min 27 s                                                                            |
| 17e     | 27 mai 2018                                                                                | 1er                                                                                        | Rémi Bonnet                                                                                | 3 h 53 min 56 s                                                                            | 51e                                                                                        | Ida Nilsson                                                                                | 4 h 38 min 38 s                                                                            |
| 18e     | 2 juin 2019                                                                                | 1er                                                                                        | Kilian Jornet — 9e victoire                                                                | 3 h 52 min 47 s                                                                            | 38e                                                                                        | Eli Anne Dvergsdal                                                                         | 4 h 36 min 06 s                                                                            |
| —       | Éditions 2020-2021 (19e et 20e) annulées en raison de la pandémie de maladie à coronavirus | Éditions 2020-2021 (19e et 20e) annulées en raison de la pandémie de maladie à coronavirus | Éditions 2020-2021 (19e et 20e) annulées en raison de la pandémie de maladie à coronavirus | Éditions 2020-2021 (19e et 20e) annulées en raison de la pandémie de maladie à coronavirus | Éditions 2020-2021 (19e et 20e) annulées en raison de la pandémie de maladie à coronavirus | Éditions 2020-2021 (19e et 20e) annulées en raison de la pandémie de maladie à coronavirus | Éditions 2020-2021 (19e et 20e) annulées en raison de la pandémie de maladie à coronavirus |
| 21e     | 29 mai 2022                                                                                | 1er                                                                                        | Kilian Jornet — 10e victoire                                                               | 3 h 36 min 40 s                                                                            | 39e                                                                                        | Nienke Brinkman                                                                            | 4 h 16 min 43 s                                                                            |
| 22e     | 14 mai 2023                                                                                | 1er                                                                                        | Manuel Merillas Moledo                                                                     | 3 h 42 min 01 s                                                                            | 41e                                                                                        | Daniela Oemus                                                                              | 4 h 31 min 54 s                                                                            |
| 23e     | 26 mai 2024                                                                                | 1er                                                                                        | Kilian Jornet — 11e victoire                                                               | 3 h 38 min 07 s                                                                            | 65e                                                                                        | Sylvia Nordskar                                                                            | 4 h 29 min 12 s                                                                            |
| 24e     | 25 mai 2025                                                                                | 1er                                                                                        | Elhousine Elazzaoui                                                                        | 3 h 43 min 28 s                                                                            | 50e                                                                                        | Sara Alonso Martínez                                                                       | 4 h 27 min 25 s                                                                            |

 Record de l'épreuve

### Kilomètre vertical
| Édition | Date                                                                          | Hommes                                                                        | Hommes                                                                        | Hommes                                                                        | Femmes                                                                        | Femmes                                                                        | Femmes                                                                        |
| ------- | ----------------------------------------------------------------------------- | ----------------------------------------------------------------------------- | ----------------------------------------------------------------------------- | ----------------------------------------------------------------------------- | ----------------------------------------------------------------------------- | ----------------------------------------------------------------------------- | ----------------------------------------------------------------------------- |
|         |                                                                               | Rang                                                                          | Athlète                                                                       | Temps                                                                         | Rang                                                                          | Athlète                                                                       | Temps                                                                         |
| 1re     | 15 mai 2015                                                                   | 1er                                                                           | Josep Viñas Soler                                                             | 34 min 27 s                                                                   | 25e                                                                           | Laura Orgué Vila                                                              | 40 min 23 s                                                                   |
| 2e      | 20 mai 2016                                                                   | 1er                                                                           | Iban Murua Rodrigo                                                            | 36 min 43 s                                                                   | 25e                                                                           | Maite Maiora Elizondo                                                         | 45 min 43 s                                                                   |
| 3e      | 26 mai 2017                                                                   | 1er                                                                           | Stian Angermund-Vik                                                           | 34 min 55 s                                                                   | 14e                                                                           | Laura Orgué Vila — 2e victoire                                                | 41 min 40 s                                                                   |
| 4e      | 25 mai 2018                                                                   | 1er                                                                           | Rémi Bonnet                                                                   | 31 min 24 s                                                                   | 14e                                                                           | Christel Dewalle                                                              | 37 min 36 s                                                                   |
| 5e      | 31 mai 2019                                                                   | 1er                                                                           | Oriol Cardona Coll                                                            | 36 min 12 s                                                                   | 21e                                                                           | Ainhoa Sanz Rodríguez                                                         | 42 min 20 s                                                                   |
| —       | Éditions 2020-2021 annulées en raison de la pandémie de maladie à coronavirus | Éditions 2020-2021 annulées en raison de la pandémie de maladie à coronavirus | Éditions 2020-2021 annulées en raison de la pandémie de maladie à coronavirus | Éditions 2020-2021 annulées en raison de la pandémie de maladie à coronavirus | Éditions 2020-2021 annulées en raison de la pandémie de maladie à coronavirus | Éditions 2020-2021 annulées en raison de la pandémie de maladie à coronavirus | Éditions 2020-2021 annulées en raison de la pandémie de maladie à coronavirus |
| 6e      | 27 mai 2022                                                                   | 1er                                                                           | Oriol Cardona Coll — 2e victoire                                              | 32 min 59 s                                                                   | 28e                                                                           | Emelie Forsberg                                                               | 42 min 26 s                                                                   |
| 7e      | 12 mai 2023                                                                   | 1er                                                                           | José Antonio Bellido Puebla                                                   | 33 min 10 s                                                                   | 27e                                                                           | Naiara Irigoyen Indave                                                        | 38 min 42 s                                                                   |
| 8e      | 24 mai 2024                                                                   | 1er                                                                           | Omi Ryunosuke                                                                 | 36 min 43 s                                                                   | 46e                                                                           | Naiara Irigoyen Indave — 2e victoire                                          | 44 min 3 s                                                                    |
| 9e      | 23 mai 2025                                                                   | 1er                                                                           | Ïu Net Puig                                                                   | 35 min 42 s                                                                   | 36e                                                                           | Naiara Irigoyen Indave — 3e victoire                                          | 43 min 13 s                                                                   |

 Record de l'épreuve